# Zea
Zea ist eine Pflanzengattung innerhalb der Familie der Süßgräser (Poaceae). Die fünf bis sechs Arten sind in Mexiko über Guatemala, Honduras bis Nicaragua verbreitet. Zu ihr gehört auch der weltweit kultivierte Mais (Zea mays subsp. mays).

## Beschreibung

### Vegetative Merkmale
Die Zea-Arten sind kräftige einjährige oder ausdauernde krautige Pflanzen. Sie wachsen aufrecht oder mit einem Rhizom. Die Laubblätter sind stängelständig. Das Blatthäutchen (Ligula) ist häutig. Die Blattspreiten sind groß, linealisch und flach.

### Generative Merkmale
Die Blütenstände sind eingeschlechtig, wobei eine Pflanze männliche wie weibliche Blütenstände tragen kann (Monözie). Der männliche Blütenstand ist eine endständige traubig verzweigte Ähre. Die Blütenstandsachsen sind schlank und besitzen keine Knoten. Die männlichen Ährchen stehen paarweise, wobei eines sitzend, das andere gestielt ist. Die Hüllspelzen sind krautig und vielnervig, die obere und untere Blüte sind ähnlich und beide fertil. Deckspelze und Vorspelze sind durchscheinend. Pro Blüte sind drei Lodiculae und drei Staubblätter vorhanden.
Der weibliche Blütenstand ist eine einzelne Ähre, die in der Achsel eines Blattes steht und von einem bis mehreren Blättern umhüllt wird. Die Ährenachse kann verdickt sein und trägt meist zwei Reihen von Ährchen. Die weiblichen Ährchen sind sitzend und stehen einzeln an der Blütenstandsachse. Die untere Hüllspelze ist hart, glatt und an der Spitze geflügelt, die obere ist häutig. Die untere der beiden Blüten pro Ährchen ist steril. Die untere Deckspelze wie auch die untere Hüllspelze ist kleiner und durchscheinend. Die obere Blüte ist fertil. Lodiculae fehlen. Der Fruchtknoten trägt einen einzelnen langen Griffel mit einer Narbe. Der Griffel reicht über die den Kolben umhüllenden Blätter hinaus. Bei Zea mays subsp. mays, dem kultivierten Mais, ist der weibliche Blütenstand ein massiver, dicker Kolben, der vier bis 36 Reihen von Ährchen trägt, die in den Kolben eingesenkt sind.
Die Frucht ist eine Karyopse.

## Systematik und Verbreitung

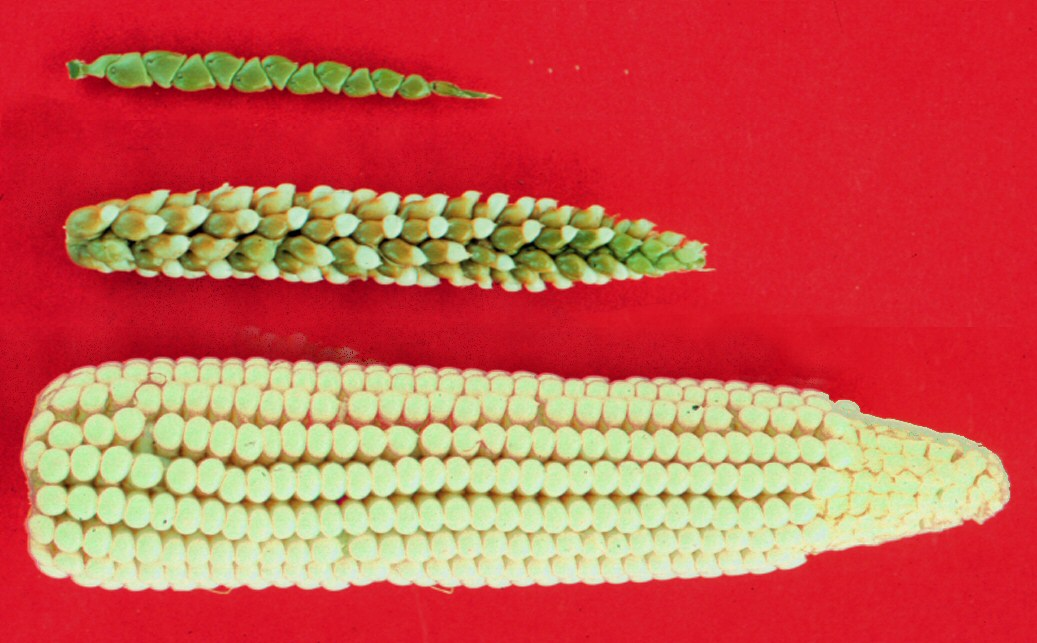
Oben: Teosinte, unten: Mais, Mitte: Hybride aus beiden

Die Gattung Zea wurde 1753 durch Carl von Linné erstveröffentlicht. Synonyme für Zea L. sind: Mays Mill. nom. superfl., Mais Adans. nom. superfl., Mayzea Raf. nom. superfl., Thalysia Kuntze nom. superfl., Euchlaena Schrad., Reana Brign., ×Euchlaezea Jan.Ammal ex Bor.
Die Wildformen der Gattung Zea werden unter dem Namen Teosinte zusammengefasst und wurden früher aufgrund der andersartig erscheinenden Blütenstände in eine eigene Gattung Euchlaena gestellt. Es hat sich aber herausgestellt, dass der Mais aus den früher als Euchlaena mexicana zusammengefassten Teosinte-Formen entstanden ist, insbesondere aus der erst 1980 beschriebenen Zea mays subsp. parviglumis und zu einem geringeren Anteil auch aus Zea mays subsp. mexicana. Diese Unterarten kommen heute noch in Mexiko und Guatemala vor.
Die fünf bis sechs Arten sind in Mexiko über Guatemala, Honduras bis Nicaragua verbreitet.
Es gibt folgende sechs Arten und Unterarten (Stand 2011):
- Zea diploperennis Iltis, Doebley & R.Guzmán: Dieser Endemit kommt nur im südwestlichen Teil des mexikanischen Bundesstaates Jalisco vor.[2]
- Zea luxurians (Durieu & Asch.) R.M.Bird: Sie ist vom mexikanischen Bundesstaat Chiapas bis zum südöstlichen Guatemala und Honduras verbreitet.[2]
- Mais (Zea mays L.): Die drei Unterarten sind vom zentralen und südwestlichen Mexiko bis ins westliche Guatemala verbreitet:[2]
  - Zea mays subsp. huehuetenangensis (Iltis & Doebley) Doebley: Sie kommt nur im westlichen Guatemala vor.[2]
  - Zea mays subsp. parviglumis Iltis & Doebley: Sie kommt mexikanischen Bundesstaaten Jalisco bis Oaxaca vor.[2]
  - Zea mays L. subsp. mays: Es ist der kultivierte Mais.
- Zea mexicana (Schrad.) Kuntze (Syn.: Zea mays subsp. mexicana (Schrad.) Iltis): Sie kommt in den mexikanischen Bundesstaaten Chihuahua und nördlichen Oaxaca vor.[2]
- Zea nicaraguensis Iltis & B.F.Benz: Sie wurde 2000 aus dem südwestlichen Nicaragua erstbeschrieben.[2]
- Zea perennis (Hitchc.) Reeves & Mangelsd.: Dieser Endemit kommt nur im südöstlichen Teil des mexikanischen Bundesstaates Jalisco vor[2]

## Belege
- Gerrit Davidse: Zea In: G. Davidse, M. Sousa Sánchez, A. O. Chater: Alismataceae a Cyperaceae., Band 6, 1994. Zea bei Tropicos.org. In: Flora Mesoamericana. Missouri Botanical Garden, St. Louis (abgerufen am 4. Februar 2008)
- Gerrit Davidse: Zea In: Zea bei Tropicos.org. In: Flora de Nicaragua. Missouri Botanical Garden, St. Louis (abgerufen am 4. Februar 2008)